# José Javier Nagore Yárnoz
José Javier Nagore Yárnoz (Pamplona, 25 de enero de 1919 - 11 de octubre de 2016) fue un jurista, escritor y notario español además de reconocido carlista, especializado en el Fuero Nuevo de Navarra.

## Biografía
Nacido en Pamplona en 1919 en una familia de clase alta, estudió bachillerato en el Colegio Santa María la Real de los Maristas de Pamplona, primero, y en Colegio de los Capuchinos de Lecároz, después, desde 1929 hasta 1935. Su bisabuelo, Leandro Nagore Fernández, fue un carlista tradicionalista, notario y decano del Colegio Notarial de Pamplona. Sin embargo, el resto de su familia (abuelos paternos y maternos, así como sus padres) eran monárquicos alfonsinos.
Su padre, Leandro Nagore Nagore, fue alcalde de Pamplona y diputado foral de Navarra, y presidente en Navarra de Renovación Española, desde su fundación, en 1933, hasta su extinción en 1936, llegando a intervenir en varios actos de la TYRE —Tradicionalistas y Renovación Española— y del Bloque Nacional antes del 18 de julio de 1936.
Como gran aficionado a la montaña, participó en el Club de Montaña y peregrinó a Santiago de Compostela y a Roma. En su peregrinación jacobea conoció a Elías Valiña convirtiéndose en aliado del sacerdote de O Cebreiro para impulsar en Navarra la Asociación de Amigos del Camino de Santiago en Navarra.
En 1992 se doctoró en Derecho por la Universidad de Navarra con la tesis doctoral Historia del Fuero Nuevo de Navarra dirigida por Álvaro d'Ors.

## Trayectoria profesional y política
Notario desde 1944, fue miembro del Consejo de Estudios de Derecho Aragonés y presidente del Consejo de Estudios de Derecho Navarro, así como decano del Ilustre Colegio Notarial de Pamplona de 1960 a 1966. 
Representante del Derecho civil de Navarra en la Comisión General de Códigos. 
Asimismo, contribuyó, dentro de la Comisión Oficial Compiladora de Navarra (un grupo de juristas en torno al abogado Juan García-Granero), en la redacción, reconocimiento y promulgación del Fuero Nuevo de Navarra y de ocho libros de “Comentarios” a sus leyes.
Fue uno de los fundadores del partido Alianza Foral Navarra presentado en Pamplona el 9 de abril de 1977 junto a Julio Iturralde, Joaquín Abadía, Albito Viguria y Carlos Larrainzar.

## Obras y publicaciones
Entre sus publicaciones y libros mencionar algunos como:
- En 1967: Recopilación privada del Derecho privado y Foral de Navarra. Pamplona.
- En 1975: El notario, las obligaciones y los contratos en el Fuero Nuevo de Navarra.
- En 1981: En la 1ª de Navarra. Memorias de un voluntario carlista en Radio Requeté de Campaña. Madrid. ISBN 978-8430062102.[5] Libro que recoge sus vivencias en la 1.ª División de Navarra durante la guerra civil española. Tras cinco reediciones, en 2010 se vuelve a publicar bajo el título de Luchábamos sin odio, estando ampliada con mapas y fotografías.ISBN 978-84-96840-62-1
- En 1994: Historia del Fuero Nuevo de Navarra. Pamplona, Gobierno de Navarra.ISBN 978-84-235-1306-2.[6]
- En  1997: Historia del Ilustre Colegio Notarial de Pamplona.

## Premios y reconocimientos
- 1972. Cruz de Honor de San Raimundo de Peñafort.[7]